# Ingrid Huhn-Wagener
Ingrid Huhn-Wagener (* 21. Mai 1948 in Hamburg) ist eine ehemalige deutscher Steuerfrau im Rudern.

## Biografie
Ingrid Huhn-Wagener nahm an den Olympischen Sommerspielen 1976 in Montreal teil. Bei der olympischen Premiere des Frauenachters war sie die Steuerfrau des westdeutschen Frauenachters, der den fünften Platz belegte.
Beim Deutschen Meisterschaftsrudern 1980 gewann sie im Doppelvierer mit Steuerfrau die Silbermedaille.